# Chicuelo (Rafael Jiménez Castro)
Pour les articles homonymes, voir Chicuelo et Jiménez.
Rafael Jiménez Castro dit « Chicuelo », né à Séville (Espagne) le 7 mars 1937 et mort le 1er avril 2023 dans la même ville, est un ancien matador espagnol.

## Présentation
Petit-fils du matador Manuel Jiménez Vera « Chicuelo », fils du matador Manuel Jiménez Moreno « Chicuelo ». Il torée épisodiquement jusqu’en 1981, époque à laquelle il rejoint les banderilleros.

### Carrière
- Débuts en novillada avec picadors : Cabra (Espagne, province de Cordoue), le 24 juin 1952, aux côtés de José Ordóñez. Novillos de la ganadería de Juan José Cruz.
- Présentation à Madrid : 30 mai 1957, aux côtés de Enrique Orive et « El Trianero ». Novillos de la ganadería de Eusebia Galache de Cobaleda.
- Alternative : Séville le 6 avril 1958. Parrain, Antonio Ordóñez ; témoin, Manolo Vázquez. Taureaux de la ganadería de Carlos Núñez.
- Confirmation d’alternative à Madrid : 18 mai 1959. Parrain, Antonio Bienvenida ; témoin, Manolo Vázquez. Taureaux de la ganadería de Salustiano Galache.